# Julia Sevilla Merino
Julia Sevilla (Valencia, 1940) es una jurista y feminista española, precursora del feminismo constitucional en España. Profesora honorífica del Departamento de Derecho Constitucional, Ciencia Política y de la Administración de la Universidad de Valencia, y miembro del Institut Universitari d’Estudis de la Dona, fue letrada de las Cortes Valencianas durante años.

## Trayectoria
Licenciada y Doctora en Derecho por la Universidad de Valencia, se incorporó a la Facultad de Derecho como profesora ayudante de clases prácticas hasta que en diciembre de 1979 se convirtió, por oposición, en profesora de Teoría del Estado de la entonces Facultad de Ciencias Económicas y Empresariales de la Universidad de Valencia. En 1983 fue nombrada Letrada de las Cortes Valencianas. A partir de ese momento redujo su actividad docente, que compatibilizó con sus responsabilidades en el parlamento valenciano.
La profesora Sevilla ha sido una mujer comprometida con la sociedad valenciana y una luchadora por la igualdad efectiva entre hombres y mujeres. Fue fundadora de la Federació de Dones Progressistes de la Comunitat Valenciana, entidad que presidió, así como de la Red Feminista de Derecho Constitucional, que contribuyó, también, a fundar. Actualmente es miembro de la Federación Española del Lobby Europeo de Mujeres (CELEM).

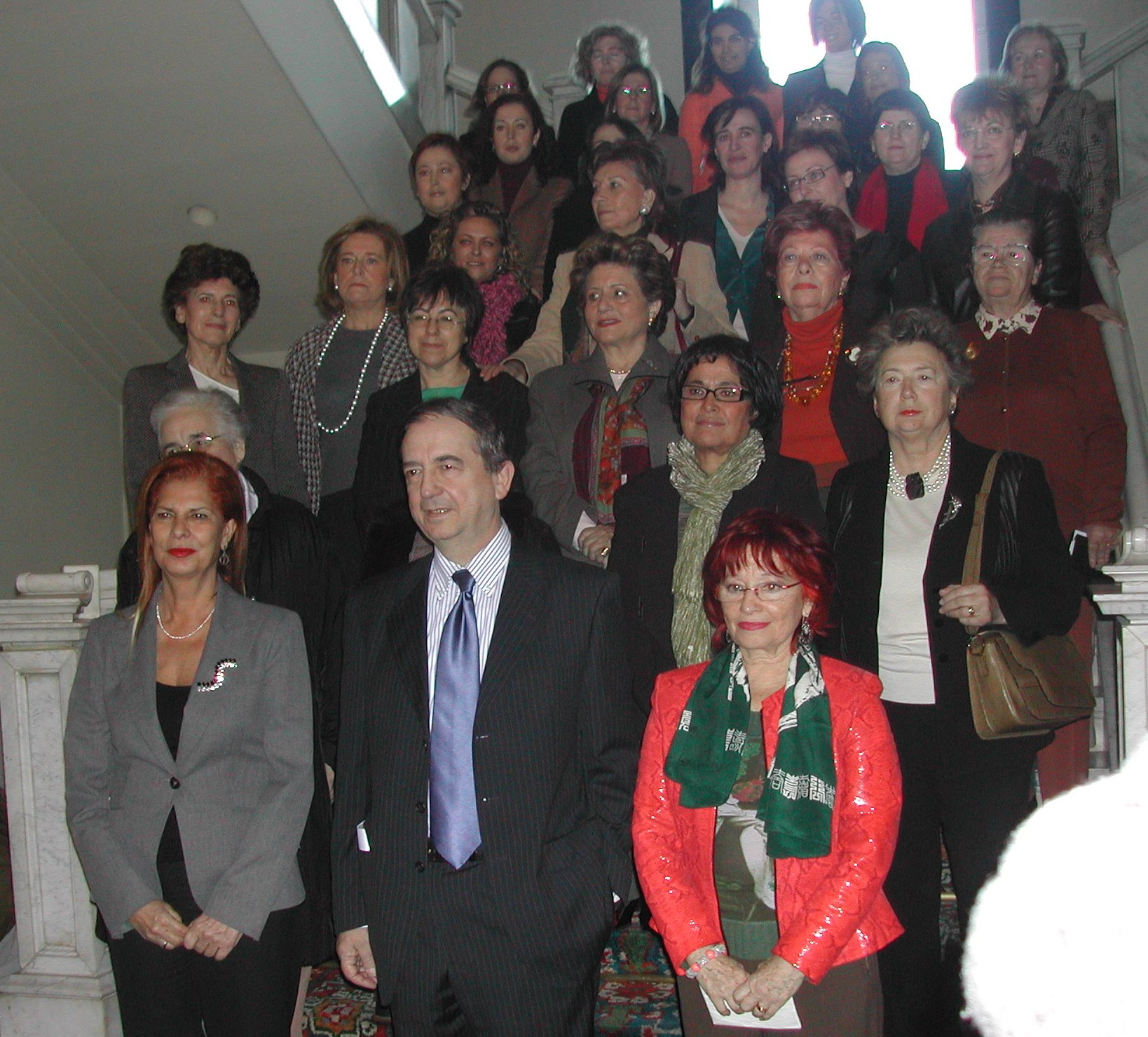
Reunión en el Senado de senadoras y diputadas de la Legislatura Constituyente. Madrid enero 2006

Su actividad investigadora se ha centrado en la participación política de las mujeres, la discriminación por razón de género y la representación paritaria, y ha sido reconocida como una mujer precursora en los estudios constitucionalistas con perspectiva de género. Su contribución científica ha sido fundamental en la conceptualización del género como categoría de análisis jurídico constitucional con el objetivo de avanzar hacia una sociedad más plural, democrática e igualitaria.
Madre de dos hijos y de dos hijas, es una destacada activista por la igualdad.
Además de las publicaciones académicas, colabora con artículos en prensa entre otras en El País.
El 17 de diciembre de 2018 recibió la Medalla de la Universidad de Valencia. La 'laudatio' fue realizada por la ministra y vicepresidenta del gobierno Carmen Calvo.

## Libros
- 'Mujeres y ciudadanía: La democracia paritaria'.[7]
- Las ideas internacionales en las Cortes de Cádiz.[8]
- Las Parlamentarias en la I Legislatura: Cortes Generales (1979-1982).[9]

## Premios y reconocimientos
- 2018 Medalla Universidad de Valencia.[3]
- Homenaje a toda su trayectoria en Les Corts Valencianes.[10]